# 耶律大石
遼德宗耶律大石（1087年或1094年—1143年），又称大石林牙或林牙大石。字重德，契丹人。西辽開國皇帝，庙号德宗，在位12年。
耶律大石早年效力于辽天祚帝，辽天祚帝出奔后，耶律大石参与拥立耶律淳和萧德妃，在北宋、金朝两面夹击的情况下，积极维持风雨飘摇的北遼，两次率军以少胜多击败北宋的进攻。北辽灭亡后，耶律大石投奔天祚帝，在辽朝即将灭亡之际出奔。1124年，耶律大石到达可敦城（今蒙古国布尔干省青托罗盖古回鹘城）建立根据地，称王并建號延慶。1132年，在叶密立（今新疆维吾尔自治区额敏县）称“菊儿汗”，西辽帝国正式建立。随后耶律大石向新疆、蒙古高原、中亚及西亚地区扩张，建都于虎思斡鲁朵（今吉尔吉斯斯坦托克玛克东南布拉纳）。在1141年的卡特万之战，击败塞尔柱帝国联军，成为中亚霸主，将威名远播至欧洲。高昌回鹘、西喀喇汗国、东喀喇汗国及花剌子模先后臣服于强盛期的西辽。1143年，耶律大石去世。
耶律大石在军事、政治和外交上都有成就，欧洲得知其西征的事迹，流传着祭司王约翰的传说。耶律大石的名字也成为西辽帝国的代称，在耶律大石去世后多年，很多国家仍用“大石”称呼西辽的后代君主。

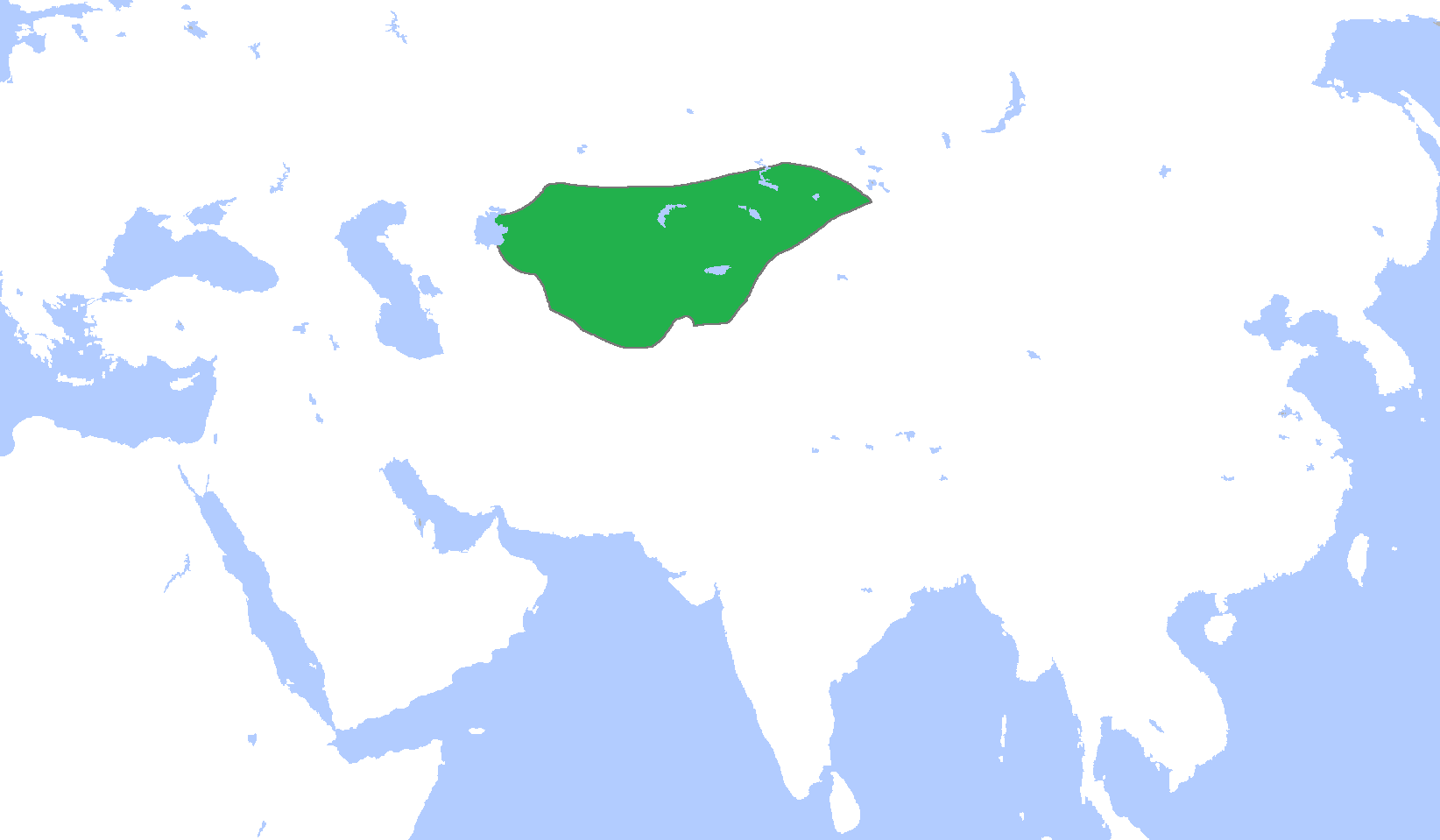
西辽直属疆域图，位處今中亚和新疆，与原來統治遼河流域的遼朝相距甚遠。不包括畏吾儿、花剌子模等附庸國。

## 名字
耶律大石的名字中“大石”是音译，日本學者杉山正明認為大石是由漢語的太子或太師（大师）形成的契丹語名字，《契丹国志》则认为大石是耶律大石的小名。在汉文史籍中，清刊本及清輯本大石被改譯為达锡、达实或大实。西方史料中，《史集》称耶律大石为纳石大夫（羅馬化：Tāshī Ṭāīfū）。

## 生平

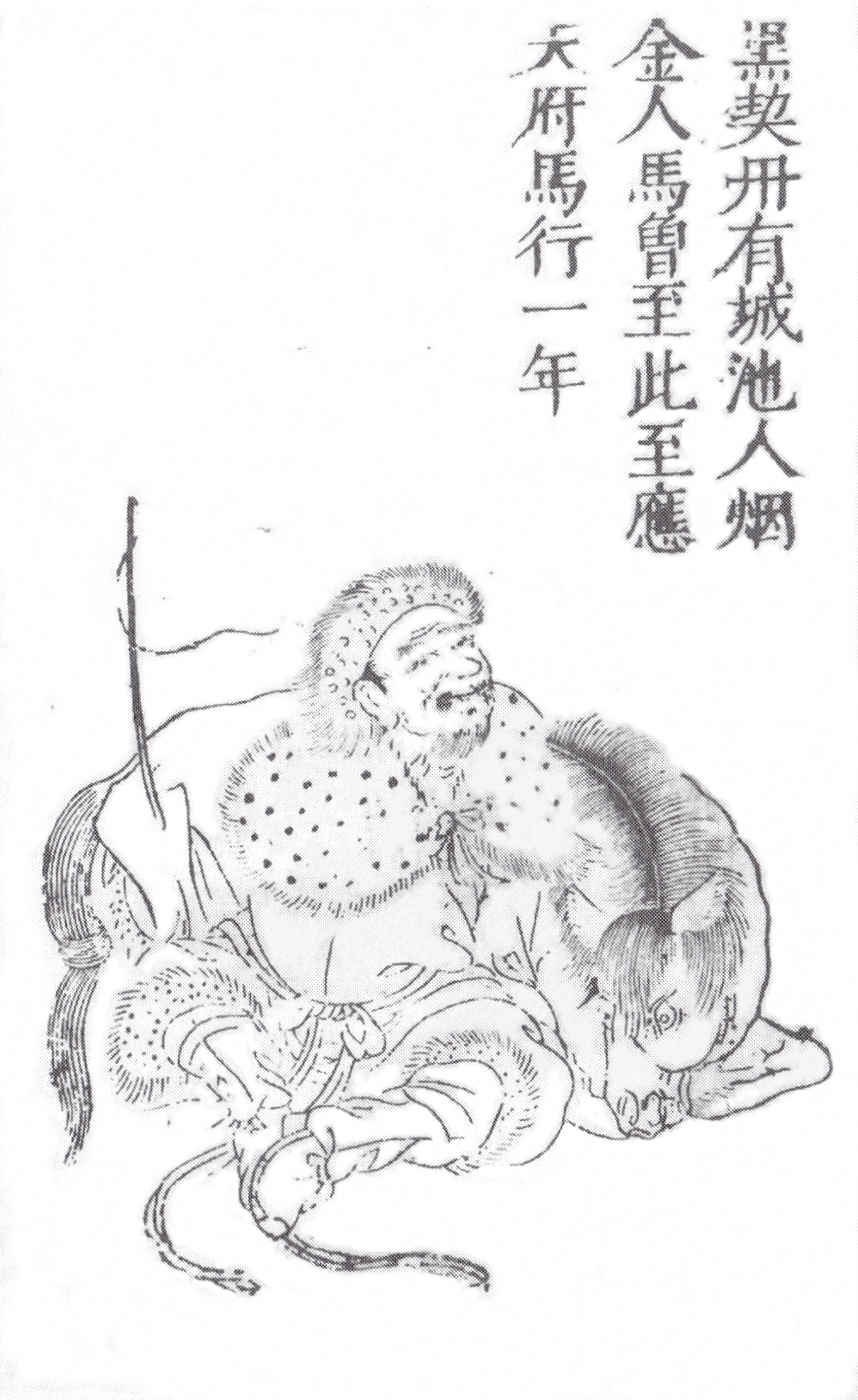
《三才图会》描绘的西辽契丹人形象

### 早期
耶律大石是辽朝开国君主耶律阿保机的八世孙，其直系先祖是耶律阿保机的四子耶律牙里果。耶律大石精通契丹语和汉语，擅长弓马骑射。1115年，耶律大石中进士入翰林，初为翰林应奉，不久累迁翰林承旨。根据辽朝的科举制度，殿试头名才有入翰林应奉的资格。因契丹语称翰林为林牙，耶律大石又被称为大石林牙或林牙大石。后历任泰州、祥州刺史，辽兴军节度使。

### 守卫燕京
历经200多年统治的辽朝国力逐渐走向衰弱，取而代之的是女真族建立的金朝。在金军势如破竹的攻击下，辽朝节节败退。1122年，金军攻克辽中京大定府和泽州，辽天祚帝如惊弓之鸟，从居庸关至鸳鸯泺（今河北省张北县安固里淖）到白水泺（今内蒙古自治区乌兰察布市察右前旗黄旗海），再到女古底仓，一路仓皇逃跑至夹山（今内蒙古自治区武川县附近的阴山）。数日后，宰相李处温与南京（即燕京，今北京市西南）都统萧干、耶律大石等拥立秦晋国王耶律淳为帝，建立北遼。耶律大石被视为肱骨之臣，官至太师。
1120年，一心想收复燕云十六州的北宋与金朝缔结了海上之盟，约定南北夹击辽朝。1122年5月，宋徽宗得知金朝大举进攻的消息后，任命童贯为宣抚使，蔡攸为副使，率军15万巡边，伺机收复燕云十六州。耶律淳委派耶律大石为西南路都统，牛栏监军萧遏鲁为副将，率领奚、契丹骑兵2000，驻扎于涿州新城县（今河北省高碑店市）防备。
宋军裨将杨可世听闻燕地百姓早有归宋之心，如果宋军到达，燕人必定箪食壶浆迎接，便率轻骑数千奇袭燕京，但7月1日在兰沟甸（位于新城县西南方的乾谷）遭到耶律大石军的掩杀，大败而归。耶律淳得知消息后，又增兵3万。耶律大石率军渡过白沟河，4日与宋军东路统制种师道隔河对峙。战前，杨可世派赵明持黄榜旗前往耶律大石的营帐劝降，耶律大石毁旗怒骂：“无多言，有死而已。”话语未完，辽军矢石如雨。耶律大石指挥骑兵从西部浅滩处渡河，分左右两翼包抄宋军，宋军大败，杨可世中铁蒺藜负伤。次日，驻扎于范村（今河北省涿州市西南）的宋军西路统制辛兴宗的部队也遭到四军大王萧干的围攻。
7月8日，种师道下令撤兵，耶律大石得知消息后，率轻骑追击至古城（今河北省衡水市东北），双方交战，宋军大乱，种师道几乎不能脱逃。宋军一路逃奔至雄州，辽军一路跟随，童贯禁止宋军入城，契丹人斥责北宋背弃澶渊之盟，挑起战争。正逢此日北风大雨冰雹交加，宋军一败再败，阵亡者不计其数，种师道也因燕京之战的失利遭到童贯的弹劾，责令致仕。
7月11日，耶律大石在涿州召见北宋使者马扩，责问他辽朝与北宋通好百年，现今北宋为何率军前来抢夺辽朝的领土。马扩以“宋不取怕金来取”作答辩。耶律大石斥责马扩，说西夏屡次派使者唆使辽朝进攻北宋，但辽朝不肯见利忘义，将表章封存后交给北宋，如今北宋只听信了女真人的一句话，便于辽朝兵戈相见。耶律大石又质问马扩既为使者，为何与叛将刘宗吉有联系，并让他转告童贯，如果两国想和好仍可交好，如果不愿和好便可提兵来战，不要在天热时打仗使士兵受苦。

### 投奔天祚帝
1122年7月29日，耶律淳病死，其妻萧德妃临朝称制。宰相李处温南通童贯，想纳土降宋，北联络金朝作为内应，事发后被处死。李处温死后，北辽的军政事务由太师耶律大石和四军大王萧干掌控。
北宋得知耶律淳去世的消息后，在太宰王黼的倡议下，再次兴兵攻打北辽。8月29日，宋徽宗下诏集结各道兵20万，以刘延庆为都统制，于10月在三关（草桥关、益津关、瓦桥关）汇合。10月25日，北辽都管押常胜军、涿州留守郭药师叛降北宋。11月19日，刘延庆、何灌、郭药师等率军从雄州出发，进入新城县；刘光世、杨可世从安肃州（今河北省徐水县安肃镇）出发，进入易州，两军于涿州汇合，共50万。耶律大石和萧干统帅的北辽军不足2万人，在泸沟河部署。宋辽两军隔河对峙，双方曾战于料石冈，但未分胜负。11月24日，郭药师率军6000奇袭燕京，入外城。契丹守军拼力死战，而宋军毫无军纪，饮酒后到处奸淫掳掠。萧德妃秘遣使者召耶律大石、萧干军，昼夜疾行，自南暗门入城，宋军大败，仅百余骑得以逃脱。29日，泸沟河北面四处火起，宋军以为辽军将至，烧营落荒而逃。逃兵自相践踏，坠落山涧者不计其数，丢弃的军需物资绵延数百里。
北辽刚刚击退南方的宋军，北方的金军又再次逼近。萧德妃曾五次上表金朝，请求立秦王耶律定为帝，称臣求和，金太祖不许。萧德妃只好派精兵防守居庸关，但金兵到来时，居庸关城墙倒塌，士兵多被压死，其余守军不战而溃。萧德妃闻讯后连夜逃离燕京，声称御敌，实为出奔。萧德妃、耶律大石、萧干等经古北口（今北京市密云县古北口镇），向东逃至松亭关（今河北省宽城满族自治县西南），但因去往何处，发生争执。萧干主张去奚王府立国，而耶律大石则主张投奔天祚帝。驸马都尉萧勃迭反对耶律大石的意见，被耶律大石下令斩首。耶律大石又传令军中，有异议者斩。于是北辽军兵分两路，萧干率领奚、渤海军前往奚王府，耶律大石挟持萧德妃去夹山投奔天祚帝。萧干到达奚王府后，自立为帝，国号大奚，半年后败亡。耶律大石与萧德妃率军7000，于1123年3月至夹山。天祚帝因耶律淳被立之事杀萧德妃及外甥耶律常哥。天祚帝又质问耶律大石为何擅立耶律淳，耶律大石指出天祚帝以辽朝全国国力不能抵御金朝的进攻，弃国而逃，致使生灵涂炭。耶律淳为辽太祖子孙，立其为帝保社稷远胜于投降金朝。在耶律大石的辩解下，天祚帝下令赦免其余众人。

### 天祚帝帐下效力及出奔
耶律大石在辽天祚帝帐下任都统一职，1123年，率辽军进攻奉圣州，驻军于龙门山东二十五里处。金朝都统完颜斡鲁派完颜照立、完颜娄室、马和尚等率军攻打，耶律大石战败被完颜娄室俘虏，所部投降。完颜宗望用绳子绑着耶律大石，强迫他作为向导，率军袭击了天祚帝位于青冢泺（今内蒙古自治区呼和浩特市南）的大营，俘获了天祚帝之子秦王耶律定、许王耶律寧和嫔妃、公主、从臣多人，获取辎重车万余辆，只有梁王耶律雅里和天祚帝长女趁乱逃出。耶律大石因作为向导有功，免其罪并特受金太祖降诏奖谕。金太祖还十分欣赏耶律大石的仪表俊美，为人聪辩，特赐予其妻子。同年9月，耶律大石跟随金朝西征，带领家眷自金营逃出，率领一支部队投奔天祚帝。关于耶律大石在金营中的生活，《契丹国志》记载耶律大石投降金朝后与粘罕不和，粘罕想杀掉耶律大石，耶律大石带着五个儿子夜间逃脱，但把妻子留在金营中。粘罕将耶律大石的妻子赐给部落中地位最低贱的人，但他的妻子坚贞不屈，最后被粘罕射杀，但此段资料真实性待考。
在得到耶律大石的部队和阴山室韦首领毛割石的援助后，辽天祚帝认为反攻的时机已经来临，决定亲自出兵收复燕州、云州地区。耶律大石认为金军气盛，应当养精蓄锐，不能贸然出击，天祚帝不听，坚持出兵。1124年2月，耶律大石知道天祚帝无法完成复兴辽朝的大业，又害怕得到天祚帝的猜忌，于是杀掉萧乙薛和坡里括，率领铁骑200出奔。耶律大石走后，辽天祚帝虽然取得一些战役的胜利，但不久便被金朝所败。1125年，辽天祚帝在投奔西夏的途中被俘，辽朝灭亡。

### 建号于可敦城
耶律大石率军从夹山出发，北行三日渡过黑水（今达茂旗艾不盖河），途中遇到白鞑靼人首领床古儿，床古儿给予耶律大石四百匹马，二十头骆驼，若干只羊的援助。耶律大石一路向西北，于1124年秋到达可敦城，召集威武、崇德、会蕃、新、大林、紫河、驼等七个军州的长官和大黄室韦、敌剌、王纪剌、茶赤剌、也喜、鼻古德（孛古江一部）、尼剌、达剌乖、达密里（塔米爾河一部）、密儿纪、合主（黑车子室韦）、乌古里、阻蔔、普速完、唐古、忽母思、奚的、纠而毕十八个部族的首领举行大会。在大会上，耶律大石慷慨激昂地指出先祖创建辽朝的艰难以及由于金朝对于辽朝侵略，造成天祚帝流亡在外、生灵涂炭，号召各军州和部族驱逐仇敌，复兴大辽。由于可敦城是辽朝的西北边防重镇，边防军队不得随意征调，军队在战乱中得以保存，并且此地还拥有可骑乘的战马数十万匹。耶律大石安置官吏，整顿兵马，磨砺武器，得到精兵万余人。10月，金朝已经得到耶律大石在漠北置官署并称王的消息。
耶律大石在可敦城建立根据地后，积攒实力，不断派使者联络白鞑靼人、西夏以及北宋，从外交上孤立金朝。1125年夏，西夏联络耶律大石攻取金朝的山西诸郡。同年末，耶律大石派使者联络北宋，提议合力攻打金朝。1127年，白鞑靼人与耶律大石通好，拒绝将马匹卖给金朝。金太宗派使者问罪，双方关系紧张。1129年，耶律大石率军攻取了金朝的北方二营。次年，金太宗派耶律余睹、石家奴、拔离速征讨耶律大石，但由于诸部落不同意出兵，大军行进至兀纳水后收兵。

### 耶律大石西征及称帝
经过休整，耶律大石的军事实力得到壮大。1130年3月，耶律大石以青牛、白马祭告天地、列祖，准备西征。耶律大石先派使者送信给高昌回鹘首领毕勒哥，阐明两国先代的友好并要求借道去大食。毕勒哥得到书信后，迎接耶律大石至宫邸大宴三日，临行前毕勒哥亲自护送耶律大石出境，赠送耶律大石马匹六百、骆驼数百、羊三千只作为礼物，并约定交出人质，作为耶律大石的附庸国。
耶律大石率军离开高昌回鹘，进入乞儿吉思境内，遭到了当地的抵抗，但双方未发生大规模的战争。耶律大石率军继续西进，到达叶密立。大军所到之处望风披靡，获取骆驼、牛、马、羊等辎重无数。1131年春，金朝统帅粘罕及耶律余睹率领云中、燕、云州汉军、金军1万人攻打耶律大石的根据地可敦城，但遭到失败。耶律大石到达叶密立后，虽然与高昌回鹘发生过摩擦，但基本得到了当地突厥部族的支持，户数达到4万。1132年，耶律大石在新建成的叶密立正式称“菊儿汗”，群臣又尊汉号为“天祐皇帝”，建元延庆，追尊祖父为元皇帝，祖母为宣义皇后，册封元妃萧氏为昭德皇后，西辽帝国正式建立。

### 建都虎思斡耳朵和征金受挫
西辽帝国建立后，耶律大石开始酝酿向周边地区扩张。1132年，耶律大石亲率大军向南进发，高昌回鹘再次臣服于西辽。随后耶律大石率军越过天山，沿塔里木盆地北向西推进，与东喀喇汗国发生冲突。西辽军被阿尔斯兰汗（东喀喇汗国大可汗）阿赫马德·伊本·哈桑的军队击败，大将阿勒·阿瓦尔被俘，损失惨重。耶律大石撤军后向七河地区进发，收编了当地的契丹人和突厥人，共16000帐，使西辽军队的人数增加了一倍。耶律大石率军驻扎于西辽与东喀喇汗国边境地区，等待时机准备反攻。
1132年，阿赫马德·伊本·哈桑去世，其子伊卜拉欣二世继任。伊卜拉欣二世软弱无能，原本臣属于东喀喇汗国的葛逻禄和康里人趁机袭击他的部属和牲畜，进行劫掠。伊卜拉欣二世不能控制住国内的局势，于是派使者请求耶律大石进入八剌沙衮（今吉尔吉斯斯坦托克馬克東）接管他的国家，使他“摆脱这尘世的烦恼”。耶律大石接到请求后，率军进入东喀喇汗国首都八剌沙衮，“登上那不费分文的宝座”。耶律大石将伊卜拉欣二世降为突厥蛮·伊列克（又译“土库曼·伊列克”，意为突厥王），保留了他对喀什噶尔（今新疆维吾尔自治区喀什市）、和田地区的控制，东喀喇汗国成为西辽的附庸。由于八剌沙衮附近是可耕可牧的肥沃地区，耶律大石决定建都于此，将八剌沙衮改名为虎思斡耳朵（意为强而有力的宫帐），并改元康国。耶律大石随后又派军队战胜了吉尔吉斯人，征服了别失八里（今新疆维吾尔自治区吉木萨尔县境内），康里人不久也臣服于西辽。
1134年4月，耶律大石任命六院司大王萧斡里剌为兵马都元帅，敌剌部前同知枢密院事萧查剌阿不为副元帅，茶赤剌部秃鲁耶律燕山为都部署，护卫耶律铁哥为都监，率军7万征讨金朝。在战前的誓师大会上，耶律大石用白马青牛祭天，指出先祖创业艰难，是由于后代君主耽于享乐致使社稷倾覆。中亚并非久居之地，应当荣归故里，复兴大辽。他又劝谕萧斡里剌要与士卒同甘共苦，赏罚分明。作战时要选择水草丰富处扎营，谨慎用兵。但由于西辽与金朝两国相隔遥远，西辽军队行进万里一无所获，兵马损失惨重，不得不撤军回国。另据《三朝北盟会编》记载，1135年，耶律大石再次率军攻打金朝，金熙宗派粘罕迎战。金军进入沙漠后与西辽军征战三昼夜不分胜败，但金军粮草断绝，人马冻死很多，加上本为契丹人的副将临阵倒戈，致使粘罕大败而归。但此段史料的真实性待考。

### 征服河中地区及花剌子模
自1137年起，耶律大石开始了第二次扩张。1137年，耶律大石率军向察赤（今乌兹别克斯坦塔什干）、费尔干纳盆地及泽拉夫尚河流域进兵。同年5至6月，在忽毡（今塔吉克斯坦苦盏）遭到了西喀喇汗国可汗马赫穆德·伊本·穆海默德的抵抗。西喀喇汗国战败，马赫穆德败逃回撒马尔罕。这次战败使马黑木二世的臣民感到震惊、惊恐和沮丧，但耶律大石并没有继续进兵。1141年，西喀喇汗国与葛逻禄人爆发冲突，马赫穆德向宗主国塞尔柱帝国求援。塞尔柱苏丹桑贾尔动员伊斯兰诸国参战，集中了呼罗珊、锡斯坦、加兹尼、马赞德兰、古尔等国的军队近10万人，单单阅兵就耗费了半年时间。同年7月，桑贾尔率军渡过阿姆河，进入河中地区，葛逻禄人急忙派使者向耶律大石求救。
耶律大石写信给桑贾尔替葛逻禄人说情，但桑贾尔十分傲慢地回信命令耶律大石加入伊斯兰教，并称自己的军队能用箭截断敌人的须发。当耶律大石听完桑贾尔的使者读完书信后，下令拔下他的一撮胡须，然后给他一根针让他当场示范，使者不能做到。耶律大石说既然针不能截断胡须，那那个人又怎么能用箭折断须发呢？于是下令进兵，双方在卡特万草原（今乌兹别克斯坦撒马尔罕以北）对峙，西辽的军队中有契丹人、突厥人、汉人和蒙古人。耶律大石观察了战场的地形后，让军队背靠达尔加姆峡谷安营。两军于1141年9月9日展开会战，战前耶律大石指出桑贾尔的联军人多少谋，如果全力进攻，他们就会首尾不顾。耶律大石派六院司大王萧斡里剌、招讨副使耶律松山等率兵2500攻打联军右翼，枢密副使萧剌阿不、招讨使耶律术薛等率兵2500攻打其左翼，耶律大石亲率部队攻打中军；桑贾尔的联军右翼是埃米尔库马吉，左翼是锡斯坦埃米尔胡马希，他自己亲率中军，有战斗经验的老兵负责殿后。
在战场上，锡斯坦贵族作战英勇，但西辽军队中的葛逻禄人发挥了重要的作用，迫使桑贾尔的联军败逃。桑贾尔和马赫穆德逃奔至泰尔梅兹，桑贾尔的妻子、左、右翼统帅和伊斯兰法学家胡萨姆·奥玛尔·伊本·阿布杜·阿齐兹·伊本·马扎·布哈里均被俘虏。桑贾尔的联军损失惨重，仅达尔加姆峡谷就装下1万名死者。《辽史》记载塞尔柱帝国联军的阵亡者横尸数十里。卡特万之战后，塞尔柱帝国的势力退出河中地区，西辽成为中亚霸主。耶律大石随后率军进入撒马尔罕，立马赫穆德之弟伊卜拉欣·伊本·穆海默德为桃花石汗，继续让其统治西喀喇汗国。 他还下令处死布哈拉的伊斯兰教教长胡沙穆丁·倭玛尔，任命阿尔普·的斤统治该地。随后派大将额儿布思（一说即萧斡里剌）出兵花剌子模，在该地烧杀抢掠，迫使花剌子模沙阿阿拉丁·阿比兹向西辽臣服并且每年缴纳价值3万金第纳尔的货物和牲畜。耶律大石在撒马尔罕驻扎90天后，至起儿漫（今乌兹别克斯坦納沃伊州卡尼梅赫）巡行后班师返回虎思斡耳朵。

### 去世
1143年，耶律大石去世，在位20年，庙号德宗。因耶律大石之子耶律夷列年幼，遗诏命皇后萧塔不烟临朝称制，改元咸清，称感天皇后。

## 执政策略

### 政治和军事
耶律大石统治期间，西辽的国家机构采用辽朝的“两面制”，即政府分南北两面。定居的农业民族按地区管理，设置州县，中央设南面朝官总理军政事务；流动的畜牧民族，以部族为行政单位，设官统治，中央设北面朝官总领部族军政事务。除直辖领地外，西辽拥有很多附庸国，耶律大石保留了这些附庸国的独立和制度，让它们享有很大的自立权。西辽在附庸国基本不驻扎军队，耶律大石只是发给他们一块银牌作为归顺的标志。耶律大石根据这些国家的重要性和忠诚程度采取了不同的管理政策：如完全自治的布尔罕王朝；派沙黑纳（负责监国的少监）常驻首府、监察军政的东、西喀喇汗国、高昌回鹘；派官员按时了解情况，收取年贡的花剌子模。
此外，耶律大石在直辖地区实行中央集权制，禁止分封土地，但保留了附庸国的封建采邑制（伊克塔）；轻徭薄赋，不收取土地税，只向每户收取1个第纳尔的户赋；对附庸国采取羁縻的政策。台灣的國立歷史博物館收藏有一枚他在位期間鑄造的「康國通寶」，但錢文磨損模糊難辨。
军事上，为防止军队叛乱，耶律大石禁止将军直接控制100骑以上的军队，军队都由耶律大石直接控制，只是在战争期间临时调派若干士兵给某位将军指挥。

### 宗教政策
关于耶律大石的宗教信仰，史料中有不同的记载，其中有佛教、萨满教，伊本·艾西尔说耶律大石是一位摩尼教徒，明哈吉·朱兹贾尼说耶律大石“秘密地成为穆斯林”。以上可以看出，耶律大石奉行宗教开放，信仰自由的政策。耶律大石统治时期，佛教、伊斯兰教、景教、祆教、萨满教、摩尼教和犹太教在西辽都得到了很大的发展。

## 影响及评价
耶律大石的西征事迹被传到欧洲，正逢第二次十字军东征，于是在欧洲流传着东方世界有一位神秘的祭司王约翰，是基督教的捍卫者。俄语、阿拉伯语、拉丁语和古英语中中国的发音类似于“契丹”，都是受耶律大石西征的影响。而耶律大石的名字也成了西辽帝国的代称，在耶律大石死后，金、西夏、南宋等国家对西辽的后代君主皆称为“大石”。
耶律大石凭借卓越的军事、政治、外交才能，在伊斯兰世界建立了幅员辽阔的西辽帝国，将辽朝的国祚延续了近百年，他为东西方文化、经济方面的交流作出了积极的贡献。东西方史学家对于耶律大石的成就多有赞誉：穆斯林史学家朱兹贾尼评价耶律大石：是一位公正的君主，因为公正和才干而受到崇敬；耶律楚材评价耶律大石：颇尚文教，西域人至今思之。拉施特称赞耶律大石：是一个有智慧而又有才干的人。他有条不紊地从这些地区上把队伍召集到身边，占领了整个突厥斯坦地区，（从而）获得了古儿汗，即伟大的君主的称号。清代史学家谭宗浚评价耶律大石：德宗起自词臣，兼通藩俗，削平各部，殄定诸藩，意其典章制度必可多采。